# Hertog van Cambridge

gecombineerd wapenschild van de huidige hertog William en hertogin Catherine van Cambridge

Hertog van Cambridge (Engels: Duke of Cambridge) is een Britse dynastieke titel, genoemd naar de Engelse stad Cambridge.

## Geschiedenis
De titel werd voor het eerst gebruikt voor vier zonen van Jacobus, hertog van York, later koning Jacobus II. Zij stierven echter snel achter elkaar en op jonge leeftijd. Twee van hen, zijn oudste zoon Karel (1660-1661) en zijn vijfde zoon eveneens genaamd Karel (* en † 1677), overleden op zo jonge leeftijd dat de formaliteiten rond de officiële creatie niet eens rond waren.
In 1706 werd de titel door koningin Anna opnieuw gecreëerd voor George August van Hannover (later koning George II). Door de Act of Settlement 1701 was hij derde in de lijn van troonopvolging geworden. Nadat hij in 1727 koning was geworden viel de titel terug aan de kroon.
Voor de een-na-laatste maal werd de titel gecreëerd voor prins Adolf, de zevende zoon van koning George III van het Verenigd Koninkrijk. Na de dood van zijn zoon George in 1904, stierf de titel uit.
De kleinzoon van Adolf, Hertog Adolf van Teck, nam in 1917 de achternaam Cambridge aan en kreeg de titel markies van Cambridge.
Een paar uur voor hun huwelijk op 29 april 2011 werd door/namens Buckingham Palace bekendgemaakt dat prins William (zoon van de prins van Wales en kleinzoon van koningin Elizabeth II) en Catherine Middleton na hun huwelijk hertog en hertogin van Cambridge zullen zijn. Op 22 juli 2013 om 16:24 plaatselijke tijd beviel de hertogin van Cambridge van een zoon, prins George van Cambridge, die daarmee - naast het feit dat hij tweede in lijn van de Britse troon is (na zijn vader de prins van Wales en hertog van Cornwall, Rothesay en Cambridge) ook eerste in lijn is om de titel hertog van Cambridge te erven. Het is echter vrij onwaarschijnlijk dat dit gebeurt omdat als de huidige hertog koning wordt, de titel opgaat in de kroon en daarmee verdwijnt.

### Hertog van Cambridge, eerste creatie (1664)
- 1664 – 1667: Jacobus (1663-1667), 1e graaf en 1e hertog van Cambridge

### Hertog van Cambridge, tweede creatie (1667)
- 1667 – 1671: Edgar (1667-1671), 1e graaf en 1e hertog van Cambridge

### Hertog van Cambridge, derde creatie (1706)
- 1706 – 1727: George August (1683-1760), 1e hertog van Cambridge

### Hertog van Cambridge, vierde creatie (1801)
- 1801 – 1850: Adolf (1774-1850), 1e hertog van Cambridge
- 1850 – 1904: George (1819-1904), 2e hertog van Cambridge

### Hertog van Cambridge, vijfde creatie (2011)
- 2011 – heden: William (1982-), 1e Hertog van Cambridge